# Ulla Ģērmane
Ulla Ģērmane (nata Lodziņa; 21 ottobre 1971) è un'ex sciatrice alpina lettone che gareggiò per la nazionale sovietica.
È indicata anche con la grafia russa del suo nome da nubile, Ulla Lodzinja.

## Biografia
Originaria di Valmiera, proviene da una famiglia di grandi tradizioni negli sport invernali: è sorella del bobbista Rodžers Lodziņš e madre della sciatrice alpina Dženifera Ģērmane. Specialista delle prove veloci, debuttò in campo internazionale in occasione dei Mondiali juniores di Madonna di Campiglio 1988, dove vinse la medaglia di bronzo nella discesa libera; il 15 dicembre dello stesso anno ottenne il primo piazzamento in Coppa del Mondo, ad Altenmarkt-Zauchensee nella medesima specialità (10ª), e ai successivi Mondiali di Vail 1989 ancora in discesa libera fu 14ª, suo unico piazzamento iridato. Sempre nel 1989 conquistò il miglior piazzamento in Coppa del Mondo, a Steamboat Springs in supergigante (4ª), e in Coppa Europa chiuse al 2º posto nella classifica di discesa libera. L'ultimo risultato della sua carriera agonistica fu l'11º posto ottenuto nel supergigante di Coppa del Mondo disputato il 16 dicembre 1990 a Meiringen; non prese parte a rassegne olimpiche.

## Palmarès

### Mondiali juniores
- 1 medaglia:
  - 1 bronzo (discesa libera a Madonna di Campiglio 1988)

### Coppa del Mondo
- Miglior piazzamento in classifica generale: 38ª nel 1989